# 冠角犀鳥屬
，是犀鳥目犀鸟科下的一個屬。本數物種皆分布于非洲，目前下屬8個物種。

## 分類歷史
本屬為德國博物學家威爾海姆·弗雷德里希·漢普里希及克里斯汀·戈特弗里德·埃倫伯格於1833年建立。其模式種當時被指定為，即卡尔·林奈先前已命名的黑嘴弯嘴犀鸟。其屬名源自於古希臘語（意即「頭冠」）及角犀鸟属的學名組合而成。
本屬建立後一度被認為是弯嘴犀鸟属的異名，直到2013年的分子研究證明本屬物種與弯嘴犀鸟属物種已經分為兩個大分支，且輔以叫聲及行為證據因而被重新建立。但兩者仍為關係最近的姐妹群。

## 物種列表
本屬物種列表如下：
- 南非弯嘴犀鸟 Lophoceros bradfieldi (Roberts, 1930)
- 冕弯嘴犀鸟 Lophoceros alboterminatus Büttikofer, 1889
- 西斑尾弯嘴犀鸟 Lophoceros semifasciatus (Hartlaub, 1855)
- 斑尾弯嘴犀鸟 Lophoceros fasciatus (Shaw, 1812)
- 亨氏弯嘴犀鸟 Lophoceros hemprichii (Ehrenberg, 1833)
- 黑嘴弯嘴犀鸟 Lophoceros nasutus (Linnaeus, 1766)
- 红弯嘴犀鸟 Lophoceros camurus (Cassin, 1857)
- 灰嘴弯嘴犀鸟 Lophoceros pallidirostris (Hartlaub & Finsch, 1870)

## 外部連結
- 维基共享资源上的相關多媒體資源：冠角犀鳥屬
- 維基物種上的相關：冠角犀鳥屬